# Несахарный диабет
Неса́харный диабе́т (лат. diabetes insipidus, диабет безвкусный; неса́харное мочеизнуре́ние; синдро́м неса́харного диабе́та) или расстройство аргинин-вазопрессина  — группа врожденных или приобретенных эндокринных заболеваний, возникающих вследствие абсолютной или относительной недостаточности аргинин-вазопрессина (АВП) (антидиуретического гормона) (АДГ), или отсутствия чувствительности к нему (резистентности). Характерными симптомами являются неугомонная жажда (полидипсия) и чрезмерное мочеотделение (полиурия) неконцентрированной мочи в т.ч. в ночное время (никтурия).
В 2022 году международное эндокринологическое сообщество из-за частой путаницы с сахарным диабетом, назначения неверных обследований или лечения приняло решение переименовать несахарный диабет на дефицит аргинин-вазопрессина (АВП-Д) (ранее центральный несахарный диабет) или резистентность к аргинин-вазопрессину (АВП-Р) (ранее нефрогенный несахарный диабет)
Это редкое заболевание (примерно 3 на 100 000), связанное с нарушением функции гипоталамуса либо гипофиза, которое характеризуется полиурией (выделение 6—15 литров мочи в сутки) и полидипсией (жажда) или отсутствием чувствительности почечных рецепторов к аргинин-вазопрессину (резистентностью).
Несахарный диабет — хроническое заболевание, встречающееся у лиц обоих полов как среди взрослых, так и у детей. Чаще всего заболевают люди молодого возраста — от 18 до 25 лет. Известны случаи заболевания детей первого года жизни (А. Д. Арбузов, 1959 г., Шарапов В. С. 1992 г.).

## Описание
Нейросекреторные клетки гипоталамуса регулируют выработку окситоцина и вазопрессина (антидиуретического гормона). Последний отвечает за регуляцию реабсорбции воды в дистальных отделах нефронов почек. Эти гормоны накапливаются в задней доле гипофиза (нейрогипофиз), откуда по мере надобности выделяются в кровь. При недостаточности в крови вазопрессина происходит нарушение всасывания воды. Следствием этого является полиурия (обильное мочеиспускание), которая также является симптомом и сахарного диабета.

## Этиология
Синдром несахарного диабета развивается вследствие одного из патологических процессов:
1. Опухоли гипоталамуса и гипофиза.
2. Наличие метастазов злокачественных новообразований в мозге, влияющих на функцию гипоталамуса и гипофиза.
3. Патология гипоталамо-гипофизарной системы (нарушения в супраоптико-гипофизарном тракте и кровоснабжения ядер гипоталамуса и задней доли гипофиза).
4. Черепно-мозговая травма.
5. Семейные (наследственные) формы несахарного диабета.
6. Нарушение восприятия антидиуретического гормона (вазопрессина) клетками-мишенями в почках (первичная тубулопатия).

## Классификация
В зависимости от уровня нарушения действия вазопрессина различают несколько типов несахарного диабета:
- при центральном (нейрогенном) несахарном диабете нарушение возникает на уровне синтеза вазопрессина, либо на уровне секреции антидиуретического гормона гипофизом в кровь (проба с сухоядением приводит к быстрому развитию обезвоживания);
- при почечном (нефрогенном) — нарушение (тубулопатия) происходит на уровне восприятия антидиуретического гормона клетками дистальных отделов канальцев нефрона (проба с сухоядением приводит к быстрому развитию обезвоживания);
- несахарный диабет беременных, транзиторный, спонтанно исчезает вскоре после родов;
- также встречается инсипидарный синдром (несахарный диабет нервного происхождения), характеризуется преимущественно жаждой, проба с сухоедением быстро прекращает мочеизнурение (полиурию).

## Диагностика и дифференциальная диагностика
Диагностика не вызывает затруднений (жалобы и клиника очень характерны). При дифференциальной диагностике синдрома несахарного диабета важно:
- определить источник нарушения — головной мозг (центральный несахарный диабет) или почки (первичная тубулопатия) — от этого зависит дальнейшая лечебная тактика;
- провести диагностическую пробу с сухоядением — исключить инсипидарный синдром.

## Лечение
При нейрогенном (центральном) несахарном диабете назначается заместительная терапия (чаще носящая пожизненный характер). Применяют препараты синтетического аналога антидиуретического гормона, десмопрессина.
При нефрогенном несахарном диабете (первичная тубулопатия) применяют тиазидные диуретики и нестероидные противовоспалительные средства (НПВС).
При транзиторном синдроме несахарного диабета беременных лечение, как правило, не требуется. Если развивается обезвоживание, лечат как центральный несахарный диабет. При инсипидарном синдроме (если в ходе пробы с сухоядением удельный вес мочи повышается, а мочеизнурение прекращается) назначается консультация психиатра.

## Ассоциированные гены
- AQP2 — аквапорин 2, ассоциирован с нефрогенным несахарным диабетом II типа

## Распространенность
Несахарный диабет встречается сравнительно редко. Например, в Узбекистане в целом по республике в 2012 году с таким диагнозом состояли на учёте 2295 человек, в том числе 235 детей. На каждый миллион человек населения республики в 2012 году приходилось 77 лиц с таким диагнозом. Большинство больных в стране было в возрасте 40 — 49 лет — 530 человек (22,9 %). У детей и подростков Узбекистана это заболевание встречается редко — в 2012 году на учёте состояло только 2,7 ребёнка на 100 тыс. детского населения республики.
В 2013 году несахарный диабет выявлен в Российской Федерации у 20 404 человек, в 2014 году — у 20 426 пациентов. В 2013 году показатель заболеваемости несахарным диабетом в Российской Федерации составил 149 на 1 млн населения, в 2014 году — 140 на 1 млн населения.